# Polysarca
Polysarca is een vliegengeslacht uit de familie van de roofvliegen (Asilidae).

## Soorten
- P. gussakovskiji Paramonov, 1937
- P. neptis Loew, 1873
- P. ungulata (Wiedemann, 1818)
- P. violacea Schiner, 1867